# Eckart Giebeler
Eckart Giebeler (* 13. Oktober 1925 in Berlin; † 2. März 2006 ebenda) war ein deutscher evangelischer Pfarrer, ab 1953 Gefängnisseelsorger im Rang eines Majors des MdI, Autor und Herausgeber. Von 1959 bis 1989 war er Inoffizieller Mitarbeiter „Roland“ des Ministeriums für Staatssicherheit (MfS). Giebeler war von 1966 bis 1990 der einzige hauptamtliche „Geistliche im Strafvollzug“ der DDR.

## Leben und Wirken
Giebeler studierte zunächst an der Kirchlichen Hochschule Berlin im amerikanischen Sektor und wechselte später an das Paulinum im Ostteil der Stadt. Ein in der Gefängnisseelsorge tätiger Verwandter riet ihm bereits zu Beginn seines Theologiestudiums zu einer künftigen Tätigkeit bei der Betreuung von Kranken oder Gefangenen. Als Vikar war Giebeler ab 1. Oktober 1949 unter dem nebenamtlichen Gefängnispfarrer Werner Marienfeld, später unter dessen Nachfolger Lahr in der Seelsorge der Strafanstalt Brandenburg-Görden tätig. Nach Lahrs Ablösung im März 1950 auf Betreiben des MdI wurde die Gefängnisseelsorge dem Vikar Giebeler übertragen, der sich im Gegensatz zu Lahr mit der Staatsmacht arrangierte. Giebelers Amtseinführung und Ordination erfolgte am 7. April 1950 im Kirchsaal der Strafanstalt Görden. Zugleich wurde Giebeler Provinzialpfarrer in Plaue. Das Ministerium der Justiz bestellte ihn 1950 zudem als Geistlichen für den Jugendwerkhof Brandenburg an der Havel.
In den Jahren 1950–1951 arbeitete er im Ortsausschuss Plaue der Nationalen Front mit. 1951 trat Giebeler in die Blockpartei Ost-CDU ein. Gegen den Willen der Leitung der Evangelischen Kirche in Berlin-Brandenburg wurde Giebeler 1951 als staatlich beauftragter Rundfunkprediger beim Berliner Rundfunk und dem Landessender Potsdam eingesetzt. Im Vorfeld der für den 3. Juni 1951 angesetzten „Volksbefragung gegen die Remilitarisierung Deutschlands“ gab Giebeler am 1. Juni 1951 eine öffentliche Erklärung ab, die mit seinem Bild in mehreren brandenburgischen Zeitungen abgedruckt wurde. Darin äußerte er u. a.: „… Friedenskampf ist Christenpflicht. Die brandenburgischen Pfarrer stimmen mit ‚JA‘.“ Am Tag der Abstimmung hielt er die Morgenpredigt im Landessender Potsdam und positionierte sich dabei deutlich für die Volksbefragung. Im selben Jahr nahm er an den Weltfestspielen der Jugend und Studenten in Ostberlin teil und reiste im Auftrag des Nationalrates der Nationalen Front der DDR in die Bundesrepublik. Giebeler gehörte zu Beginn der 1950er Jahre zur Gruppe SED-naher Pfarrer um dem Theologen Gerhard Kehnscherper. Bei einem Beisammensein beim Rat des Bezirkes Potsdam erhielt er am 30. Dezember 1952 einen Gutschein.
Am 6. Februar 1953 wurde Giebeler als hauptamtlicher Gefängnisseelsorger in Brandenburg-Görden in den Staatsdienst übernommen. Damit war er im Rang eines Majors beim MdI angestellt und schied aus dem Dienst der Evangelischen Kirche, die eine kirchliche Berufung der beiden Gefängnisseelsorger ablehnte, aus. Zugleich mit Giebeler wurde auch der Pfarrer Heinz Bluhm als Gefängnisseelsorger für die Strafanstalten Waldheim und Luckau in den Staatsdienst übernommen. Damit gab es in der DDR mit Giebeler, Bluhm und Hans-Joachim Mund drei staatliche Gefängnisseelsorger. Nach der Flucht des Leiters der Seelsorge der Volkspolizei, Oberrat Mund, im Januar 1959 in die Bundesrepublik wurden die Zuständigkeiten Giebelers und Bluhms neu geregelt.
Am 29. Mai 1959 verpflichtete sich Giebeler per Handschlag mit dem Dienststellenleiter, Hauptmann Kieback, unter dem Decknamen IM „Roland“ als Spitzel des MfS. Bereits zuvor hatte er Berichte an das MdI geliefert. Giebelers Informationen an das MfS betrafen sowohl kirchliche Mitarbeiter und Würdenträger als auch Strafgefangene und Beschäftigte der Strafvollzugsanstalten.
Nach schwerer Erkrankung des Bautzener Gefängnisseelsorgers Bluhm nahm Giebeler ab November 1966 dessen Aufgaben kommissarisch wahr. Am 15. Juni 1967 entschied sich das MdI, die vakante Stelle Bluhms nicht neu zu besetzen. Damit war Giebeler der einzige „Geistliche im Strafvollzug“ der DDR. Neben der Strafanstalt Brandenburg-Görden, wo Giebeler seinen Dienstsitz hatte, war er auch in den Strafanstalten Luckau, Hoheneck, Halle, Waldheim, Torgau, Cottbus und Bautzen I und II eingesetzt.
Am 6. Juni 1979 veröffentlichte die B.Z. unter der Schlagzeile „Unser Pfarrer ist ein SSD-Agent“ die Anschuldigung eines in die Bundesrepublik freigekauften ehemaligen Häftlings aus Görden gegen Giebeler, ein Offizier des MfS zu sein. Argumentiert wurde dies damit, dass Giebeler der einzige Gefangenenseelsorger der DDR mit Schlüsselgewalt war und im Gegensatz zum katholischen Pfarrer auch Vier-Augen-Gespräche mit Häftlingen führen konnte, dass Giebeler ihm anvertraute Gespräche und Dinge an die Leitung der Strafanstalt weitergegeben hatte und der Geistliche zudem versehentlich in Anwesenheit von Gefangenen durch einen MfS-Angehörigen mit „Genosse Hauptmann“ angesprochen worden sei. Tags darauf erschien die Schlagzeile auch in der Bild-Zeitung. Das Konsistorium Berlin-Brandenburg bezeichnete die Meldung in einem Schreiben als Verleumdung, eine öffentliche Reaktion erfolgte weder von Giebeler selbst noch durch die Kirche.
Seit dem 25. November 1981 genoss Giebeler den Status eines Inoffiziellen Mitarbeiters im besonderen Einsatz (IME). Der letzte Bericht des IM „Roland“ an das MfS erfolgte am 13. November 1989, Gegenstand war der katholische Gefängnisseelsorger von Görden. Ein letztes konspiratives Treffen fand am 23. November statt, bei dem für den 14. Dezember 1989 eine Zusammenkunft mit einem neuen Führungsoffizier anberaumt wurde, die jedoch nicht mehr zustande kam. In seiner über 30-jährigen Spitzeltätigkeit lieferte IM „Roland“ Berichte, die 15 Aktenordner mit jeweils ca. 300 Blatt füllten. Vor der Auflösung des MfS wurden die älteren Berichte geschreddert, lediglich der jüngste Ordner blieb erhalten. Zwischen 1983 und 1989 erhielt Giebeler neben seinem regulären Gehalt beim MdI noch Zahlungen in Höhe von 20.500 Mark vom MfS.
Nach der Wende 1989 wurden die Vorwürfe gegen den Gefängnisseelsorger Giebeler wieder aufgegriffen; mehrere Pfarrer sprachen Bischof Gottfried Forck auf Giebelers merkwürdige Rolle an. Das Konsistorium hielt die Anschuldigungen für haltlos, Giebeler selbst lehnte eine Überprüfung seiner Person durch die Gauck-Behörde mit Empörung ab. Giebeler, der noch vor der Wende erklärt hatte, nach Erreichen seines Rentenalters noch mindestens bis zu seinem 68. Lebensjahr seinen Dienst versehen zu wollen, blieb auch nach der Auflösung der Deutschen Volkspolizei ab 1990 als Gefangenenseelsorger tätig, nunmehr mit Billigung der Evangelischen Kirche in Berlin-Brandenburg im Dienste des Brandenburgischen Justizministeriums.
In seiner 1992 erschienenen Autobiographie Hinter verschlossenen Türen stellte sich Giebeler als „offiziell bestallter evangelischer Pfarrer des größten Gefängnisses der DDR“ dar und erklärte zudem, er habe einen Anwerbeversuch des MfS für Spitzeldienste zurückgewiesen. Zugleich distanzierte er sich darin von seinem Amtsbruder Hans-Joachim Mund, dem er die gleichzeitige Mitgliedschaft in der Evangelischen Michaelsbruderschaft und der SED sowie dessen Tätigkeit als Gefangenenseelsorger in den Strafanstalten für politische Gefangene im Range eines Oberrates der Volkspolizei vorhielt.
Im Zuge von Recherchen zu einer ARD-Dokumentation über die Betreuung politischer Häftlinge in der DDR wurde die Tätigkeit von Giebeler als IM „Roland“ durch die Filmemacher Andreas Beckmann und Regina Kusch aufgedeckt und am 8. Oktober 1992 – einen Tag vor der Ausstrahlung – dem Brandenburgischen Justizministerium vorgelegt. Am 9. Oktober 1992 wurde Giebeler ins Ministerium vorgeladen, wo er die sofortige Aufhebung seines Dienstverhältnisses unterzeichnete. Anschließend bat er einen Ausschuss der Kirche um Untersuchung der Vorwürfe. Das Deutsche Allgemeine Sonntagsblatt veröffentlichte nach der Sendung der Dokumentation einen Artikel über die Tätigkeit Giebelers als IM „Roland“.
Giebeler selbst bestritt zeitlebens jegliche wissentliche Tätigkeit als IM „Roland“ für das MfS. 1994 erklärte er in einem Gespräch mit den Autoren von Gott in Bautzen. Die Gefangenenseelsorge in der DDR, dass er nur den inhaftierten Menschen habe helfen wollen, und bestritt, Strafgefangene in den Arrest gebracht oder geschädigt zu haben. Eckart Giebeler verstarb 2006.
2013 bestätigte die Evangelische Kirche Berlin-Brandenburg-schlesische Oberlausitz nach einer internen Untersuchung, dass Giebeler als IM Roland für das MfS tätig war und zudem seit seinem Eintritt in die staatliche Gefängnisseelsorge kein Pfarrer der Kirche mehr, sondern Mitarbeiter des MdI gewesen sei. Allerdings war er als ordinierter Pfarrer und Gefängnisseelsorger Mitglied der Pfarrkonvente. Nach heutigen Erkenntnissen gab er als Pfarrer Informationen aus vertraulichen seelsorgerlichen Gesprächen mit Gefangenen weiter und brach damit das Beichtgeheimnis.
2022 suchte der Bischof der Evangelischen Kirche Berlin-Brandenburg-schlesische Oberlausitz, Christian Stäblein, das Gespräch mit ehemals politisch Inhaftierten, die mit Giebeler Kontakt hatten. Dabei kam die Frage auf, warum das „Schattenspiel“ Giebelers auch unter dem Schutz und der Begleitung der Kirchenleitung sogar über das Jahr 1989 hinaus aufrechterhalten werden konnte. Die Betroffenen erwarten ein öffentliches Wort der Kirchenleitung, mit der Verantwortung übernommen und unterlassene Hilfeleistung eingestanden wird.

## Auszeichnungen
- 1976: Medaille des MfS für treue Dienste in Gold
- 7. Oktober 1971: Verdienstmedaille der Deutschen Volkspolizei in Bronze
- 1. Juli 1983: Ehrenzeichen der Deutschen Volkspolizei
- 13. Oktober 1985: Verdienstmedaille der DDR
- 1989: Vaterländischer Verdienstorden der DDR in Silber

## Werke
- (Hrsg., mit Heinz Bluhm) Der helle Schein, Evangelische Verlagsanstalt Berlin
- Hinter verschlossenen Türen: Vierzig Jahre als Gefängnisseelsorger in der DDR, R. Brockhaus, Wuppertal 1992, ISBN 978-3-417-11004-3